# 丑
【丑】 — китайський ієрогліф. Рідко використовується на письмі в японській мові..

## Значення
1. бик (в системі китайського календаря).
1) сторона бика — «північ-північний схід» (NNE).
2) місяць бика — дванадцятий місяць (в китайському календарі).
3) година бика — близько 14:00; час між 13:00 і 15:00.
4) бик (тварина).
2. клоун, комедіант (в китайському театрі).

Ключ: 1 (一 + 3);  Кількість рисок: 4.
Введення ієрогліфа методом цанзє: 弓土 (NG); Введення ієрогліфа чотирикутним методом: 17105. .

## Прочитання
| Китайська         |                   |                   |                   |                 |                 |
| Мандаринська мова | Мандаринська мова | Мандаринська мова | Мандаринська мова | Кантонська мова | Кантонська мова |
| чжуїнь            | піньїнь           | Вейд-Джайлз       | кирилиця          | ютпхін          | Єль             |
| ㄔㄡˇ             | chǒu (chou3)      | ch'ou3            | чоу               | cau2            | chau2           |

| Корейська |         |               |              |          |          |
|           | хангиль | стара латинка | нова латинка | Єль      | кирилиця |
| Звук:     | 축 추   | ch'uk ch'u    | chuk chu     | chuk chu | чхук чху |
| Назва:    | 소 이름 | so irǔm       | so ileum     | so ilum  | со ілим  |

| Японська |             |           |          |
|          | кана        | латинка   | кирилиця |
| Он:      | ちゅう ちゅ | chū chu   | тю тю    |
| Кун:     | うし        | ushi      | усі      |
| Ім'я:    | うし ひろ   | ushi hiro | усі хіро |